# Wieseria inaequalis
Wieseria inaequalis är en rundmaskart. Wieseria inaequalis ingår i släktet Wieseria, och familjen Oxystominidae. Arten är reproducerande i Sverige.